# Sean Russell
Sean Thomas Russell (ur. 30 stycznia 1952 w Toronto) – kanadyjski pisarz, autor powieści historycznych i fantasy.

## Dzieła

### Powieści
seria Initiate Brother
1. The Initiate Brother (1991)
2. Gatherer of Clouds (1992)

seria Moontide and Magic Rise
1. World without End (1995)
2. Sea without a Shore (1996)

seria River into Darkness
1. Beneath the Vaulted Hills (1997)
2. The Compass of the Soul (1998)

seria Swan's War (wydanie polskie Wojna Łabędzi)
1. The One Kingdom (2001; wydanie polskie Jedno królestwo 2002)
2. The Isle of Battle (2002; wydanie polskie Wyspa bitwy 2003)
3. The Shadow Roads (2004)

seria Memoirs of a Bow Street Runner (wraz z Ianem Dennisem; pod wspólnym pseudonimem T. F. Banks)
1. The Thief Taker (2001)
2. The Emperor's Assassin (2003)

seria Adventures of Charles Hayden (jako Sean Thomas Russell)
1. Under Enemy Colors (2007)
2. A Battle Won (2010)
3. A Ship of War (2012)
4. Until the Sea Shall Give Up Her Dead (2014)

### Opowiadanie
- Tom Sawyer's Funeral (2001)

### Eseɟ
- Introduction (The Initiate Brother Duology) (2013)